# Cerro de San Pedro
Cerro de San Pedro è una municipalità dello stato di San Luis Potosí, nel Messico centrale, capoluogo della omonima municipalità. Conta 4.021 abitanti (2010) e ha una estensione di 123,38 km².
Il centro di Cerro de San Pedro, che si trova pochi chilometri a nord-est della capitale dello stato, è ormai una città fantasma; fu costruita verso la fine del XVI secolo, quando nella zona vennero scoperti giacimenti di oro e argento.